# Evan King
Evan King (ur. 25 marca 1992 w Chicago) – amerykański tenisista.

## Kariera tenisowa
Podczas swojej kariery wielokrotnie zwyciężał w deblowych turniejach rangi ATP Challenger Tour. W cyklu ATP Tour wygrał dwa tytuły gry podwójnej z trzech rozegranych finałów.
W 2017 roku zadebiutował w imprezie wielkoszlemowej podczas turnieju US Open w grze pojedynczej. Po wygraniu trzech meczów w kwalifikacjach odpadł w pierwszej rundzie turnieju głównego, przegrywając z Pablo Carreño-Bustą.
W 2019 roku, startując w parze z Hunterem Reesem dotarł do drugiej rundy US Open.
W rankingu gry pojedynczej najwyżej był na 185. miejscu (23 kwietnia 2018), a w klasyfikacji gry podwójnej na 29. pozycji (17 marca 2025).

### Finały w turniejach ATP Tour
| Legenda                                      |
| -------------------------------------------- |
| Wielki Szlem                                 |
| Igrzyska olimpijskie                         |
| Tennis Masters Cup / ATP Finals              |
| ATP Masters Series / ATP Tour Masters 1000   |
| ATP International Series Gold / ATP Tour 500 |
| ATP International Series / ATP Tour 250      |

#### Gra podwójna (2–1)
| Końcowy wynik | Nr | Data           | Turniej      | Nawierzchnia  | Partner            | Przeciwnicy                         | Wynik finału      |
| ------------- | -- | -------------- | ------------ | ------------- | ------------------ | ----------------------------------- | ----------------- |
| Zwycięzca     | 1. | 9 lutego 2025  | Dallas       | Twarda (hala) | Christian Harrison | Ariel Behar Robert Galloway         | 7:6(4), 7:6(4)    |
| Finalista     | 1. | 16 lutego 2025 | Delray Beach | Twarda        | Christian Harrison | Miomir Kecmanović Brandon Nakashima | 6:7(3), 6:1, 3–10 |
| Zwycięzca     | 2. | 1 marca 2025   | Acapulco     | Twarda        | Christian Harrison | Sadio Doumbia Fabien Reboul         | 6:4, 6:0          |